# Vladimir
Vladimir (tiếng Nga: Владимир, IPA: [vlɐdʲi'mʲɪr] ⓘ)  là một thành phố ở Nga, nằm trên sông Klyazma, cách Moskva 200 km (124 dặm) về phía đông dọc theo đường cao tốc M7. Đây là trung tâm hành chính của tỉnh Vladimir. Dân số: 315.954 (điều tra dân số 2002). Vladimir là một trong những thủ đô thời trung cổ của Nga, và hai trong số các nhà thờ của nó là một Di sản thế giới. Tại đây có sân bay Vladimir Semyazino, và trong Chiến tranh Lạnh Vladimir là nơi đặt căn cứ không quân Dobrynskoye.